# Polylepis elberti
Polylepis elberti är en mångfotingart som beskrevs av Carl 1912. Polylepis elberti ingår i släktet Polylepis och familjen Platyrhacidae. Inga underarter finns listade i Catalogue of Life.